# Andrei Oișteanu
Andrei Oișteanu (n. 18 septembrie 1948, București) este etnolog, antropolog, istoric român al religiilor și al mentalităților, de origine evreu.
Este membru fondator și cercetător la Institutul de Istorie a Religiilor din cadrul Academiei Române și membru în Consiliul științific al Institutului. Este de asemenea profesor asociat la Centrul de Studii Ebraice, Universitatea din București, fiind membru în Consiliul științific al Centrului. Este președintele Asociației Române de Istorie a Religiilor.

## Biografie
S-a născut în București la 18 septembrie 1948, într-o familie de evrei. Tatăl său, Mihail Oișteanu, era fiu de farmacist și s-a născut în orașul basarabean Bălți sub numele Mihail Oigenstein. Fratele tatălui său, Leonte Răutu (născut Lev Oigenstein), a fost ideologul partidului comunist sub Gheorghe Gheorghiu-Dej.  Mama sa, Bella Oișteanu, născută Iosovici, era fiică de librar și a lucrat ca traducătoare. 
După studii elementare (1955-1962) și liceale (1962-1966) făcute la București, Andrei Oișteanu a urmat cursurile Facultății de Energetică (1966-1971) și pe cele ale Facultății de Litere a Universității din București (1974-1975). A urmat apoi studii de doctorat în științe umaniste. Domeniile sale predilecte de studiu sunt etnologia, antropologia culturală, istoria religiilor și a mentalităților. Este membru al Comisiei de Folclor și Etnologie a Academiei Române și al International Union of Ethnological and Anthropological Sciences (Londra). Este membru al Grupului pentru Dialog Social. Este, de asemenea, membru în Comitetul educațional al Institutului Național pentru Studierea Holocaustului din România „Elie Wiesel” și membru al European Association for Jewish Studies (Oxford, Marea Britanie). Este membru în consiliul editorial al publicațiilor Journal for the Study of Antisemitism, Journal of Contemporary Antisemitism (Academic Studies Press, Boston), Studia Hebraica și al editurii Hasefer, precum și colaborator permanent al Revistei 22.
În anii 1970 a fost membru al „Cetei melopoice”, trupă de muzică experimentală, folk & rock, condusă de Mircea Florian.
A urmat în 1974 cursuri postuniversitare de studii orientale la Universitatea din București (profesori: Sergiu Al-George și Amita Bhose). În 1997 a urmat cursuri de Jewish Studies la Central European University din Budapesta (profesori: Moshe Idel și Michael Silber). În perioada 1997-1999 a beneficiat de o bursă de cercetare la Universitatea Ebraică din Ierusalim, Centrul Internațional de Studiere a Antisemitismului. În 2002 a fost invitat cu o bursă de documentare în Germania (Berlin, München, Frankfurt, Düsseldorf), oferită de Institutul Goethe, cu tema „Identitate evreiască și antisemitism în Europa Centrală și de Sud-Est”. În perioada 2005-2006 a beneficiat de o bursă de cercetare („guest of the rector” Andrei Pleșu) la New Europe College - Institute for Advanced Studies, cu tema „Istoria religiilor în România”. A fost co-organizator al Congresului Internațional de Istorie a Religiilor, care s-a ținut la București în septembrie 2006. 
În 2006, președintele României i-a conferit Ordinul Național Steaua României în grad de Cavaler, „în semn de înaltă apreciere pentru contribuția deosebită în domeniul istoriei religiilor și pentru promovarea operei lui Mircea Eliade”, iar în 2005 președintele Italiei i-a conferit Ordinul Stella della Solidarietà Italiana. 

### Studii și lucrări
În lucrările sale, reabilitează studiile vizând practicile magico-rituale și simbolistica mito-religioasă, studii grav prejudiciate de imensa maculatură comercială care s-a publicat în ultimul timp pretutindeni în lume.
Studiile și eseurile sale au fost traduse și publicate în SUA, Franța, Marea Britanie, Germania, Italia, Austria, Olanda, Belgia, Israel, Croația, Polonia, Cehia, Ungaria, Republica Moldova etc. A participat cu studii la circa 40 de volume colective publicate în Romania, Germania, Olanda, Belgia, Italia, Franța, Suedia, SUA. Autorul a fost invitat să-și lanseze cărțile la târgurile internaționale de carte de la București, Budapesta (2005), Paris (2008, 2013), Torino (2009, 2019), Frankfurt (2011), Ierusalim (2011, 2015), Leipzig (2018) ș.a. Pentru studiile și cercetările sale i-au fost conferite premii și distincții în România, Italia, Belgia și Israel.
Din mai 2012, Editura Polirom a început să publice „Seria de autor «Andrei Oișteanu»”. Au aparut pana acum 8 volume. Are în pregătire un volum nou: "Dispute teologice publice. O istorie a religiilor dintr-o perspectivă inedită".

## Viața privată
Oișteanu este tatăl Amanei Ferro Oișteanu, expertă în afaceri publice la Uniunea Europeană, la Bruxelles, și fratele poetului Valeriu Oișteanu, stabilit la New York City din anii timpurii 1970.

## Volume publicate în limba română
- „Grădina de dincolo. Zoosofia. Comentarii mitologice”, Dacia, Cluj, 1980 (ediția a II-a, Polirom, Iași, 2012);
- „Motive și semnificații mito-simbolice în cultura tradițională românească”, Minerva, Bucuresti, 1989;
- „Cutia cu bătrâni” (roman), Prefață de Dan C. Mihăilescu, Meta, București, 1995 (ediția a II-a, Cartea Româneasca, București, 2005; ediția a III-a, Polirom, Iași, 2012);
- „Mythos & Logos. Studii și eseuri de antropologie culturală”, Nemira, București, 1997 (ediția a II-a, revăzută, adăugită și ilustrată, 1998);
- „Imaginea evreului în cultura română. Studiu de imagologie în context est-central european”, Humanitas, București, 2001 (ediția a II-a, Humanitas, 2004; ediția a III-a, revăzută, adăugită și ilustrată, Polirom, 2012). Volumul a fost distins cu cinci premii importante în România și Israel, printre care Marele Premiu al Asociației Scriitorilor Profesioniști din România (ASPRO), Premiul Asociației Scriitorilor din București (Uniunea Scriitorilor din România), Premiul Fundației "Sara & Haim Ianculovici" (Israel);
- „Identitate evreiască și antisemitism în Europa Centrală și de Sud-Est”, volum coordonat, prefațat și ilustrat de Andrei Oișteanu, Goethe Institut, București, 2003;
- "Ordine și Haos. Mit și magie în cultura tradițională românească", Polirom, Iași, 2004 (ediția a doua, revăzută, adăugită și ilustrată, Polirom, 2013);
- "Religie, politică și mit. Texte despre Mircea Eliade și Ioan Petru Culianu", Polirom, Iași, 2007 (ediția a II-a, revăzută, adăugită și ilustrată, Polirom, 2014). Volum nominalizat în 2007 la Premiul Național pentru Arte, acordat de Guvernul României;
- "Narcotice în cultura română. Istorie, religie și literatură", Polirom, Iași, 2010 (ediția a II-a, 2011; ediția a III-a, 2014; ediția a IV-a revăzută, adăugită și ilustrată, Polirom, 2019). Volumul a fost distins cu Premiul Special al Uniunii Scriitorilor din România (2011);
- "Evreii din România", Coautori: Andrei Oișteanu, Andrei Pleșu, Neagu Djuvara, Adrian Cioroianu, Ed. Hasefer, București, 2013
- "Sexualitate și societate. Istorie, religie și literatură", Ediție ilustrată, Ed. Polirom, Iași, 2016. Ediția a II-a, revăzută, adăugită și ilustrată, a apărut la Ed. Polirom, în 2018. Autorul volumului a fost distins de Uniunea Scriitorilor din România cu Premiul "Scriitorii anului 2016";
- "Moravuri și năravuri. Eseuri de istorie a mentalităților", Ediție ilustrată, Ed. Polirom, Iași, 2021. Premiul Special al Uniunii Scriitorilor din Romania pe anul 2021. Autorul a primit Premiul U.S.R.: "Scriitorii anului 2021;

## Volume publicate în alte limbi
- „cARTe. Object-Books Made by Romanian Artists”, Edited by Andrei Oișteanu & Dan Perjovski, Texts by Andrei Oișteanu, Andrei Pleșu, Gabriel Liiceanu & Alex Leo Șerban, De Zonnehof Cultural Center, Amersfoort, The Netherlands, 1993;
- „Cosmos vs. Chaos: Myth and Magic in Romanian Traditional Culture. A Comparative Approach”, The Romanian Cultural Foundation Publishing House, Bucharest, 1999;
- „Das Bild des Juden in der rumänischen Volkskultur”, Herausgegeben von Erhard Roy Wiehn, Hartung-Gorre Verlag, Konstanz, 2002;
- „A Képzeletbeli Zsidó”, ediția în maghiară a cărții "Imaginea evreului", Editura Kriterion, Cluj, 2005;
- „Il diluvio, il drago e il labirinto: Studi di magia e mitologia europea comparata”, Edizioni Fiorini, Verona, 2008;
- „Inventing the Jew: Antisemitic Stereotypes in Romanian and Other Central-East European Cultures”, Preface by Moshe Idel, University of Nebraska Press, Lincoln & London, 2009. Pentru acest volum autorul a primit Premiul "Alexandru D. Xenopol" al Academiei Române (Bucuresti, 2011), Premiul acordat de Organizatia B'nai B'rith Europe (Bruxelles, 2015) și altele;
- „Konstruktionen des Judenbildes: Rumänische und Ostmitteleuropäishe Stereotypen des Antisemitismus”, Illustrated edition, Frank & Timme Verlag, Berlin, 2010.
- „Les Images du Juif: Clichés antisémites dans la culture roumaine. Une approche comparative”, Préface de Matei Cazacu, édition illustrée, Editions Non Lieu, Paris, 2013.
- „Rauschgift in der rumaenischen Kultur: Geschichte, Religion und Literatur”, Translated from Romanian by Julia Richter, Frank & Timme Verlag, Berlin, 2013;
- "L´immagine dell'ebreo: Stereotipi antisemiti nella cultura romena e dell'Europa centro-orientale", Collana di Studi Ebraici, a cura di Francesco Testa e Horia Cicortas, Edizioni Belforte, Livorno, 2018.

## Premii și distincții
- Premiul de excelență pe anul 2000 acordat de Federația Comunităților Evreiești din România “pentru remarcabila activitate de cercetător în domeniul etnologiei”; președinte juriu: Zigu Ornea
- Marele Premiu pe anul 2001 al Asociației Scriitorilor Profesioniști din România (ASPRO), pentru volumul Imaginea evreului în cultura română (Humanitas, 2001); președinte juriu: Adrian Marino
- Premiul Uniunii Scriitorilor din România - Asociația din București, secțiunea Critică și istorie literară, pentru volumul Imaginea evreului în cultura română (Humanitas, 2001), președinte juriu: Nicolae Breban
- Premiul pentru cea mai valoroasă carte din anul 2001 acordat de Revista “Sfera Politicii” și Fundația “Societatea Civilă”, pentru volumul Imaginea evreului în cultura română (Humanitas, 2001), președinte juriu: Stelian Tănase
- Premiul de excelență pentru realizarea (în colaborare cu Lya Benjamin) a expoziției foto-documentare România în vremea Holocaustului, acordat la Tîrgul de carte “Gaudeamus”, în noiembrie 2003, de Societatea Română de Radiodifuziune
- Premiul pe anul 2005 acordat de Fundația “Sara & Haim Ianculovici” (Haifa, Israel), secțiunea “Istoria gândirii”, pentru volumul Imaginea evreului în cultura română (Humanitas, 2004). Motivația juriului: "Andrei Oișteanu este unul dintre cei mai importanți cercetători în domeniul antropologiei culturale și istoriei religiilor". Laudatio: Moshe Idel, Președintele juriului: prof. dr. Izu Eibschitz.
- Ordine della Stella della Solidarietà Italiana, în grad de Commendatore, conferit în anul 2005 de Presedintele Italiei, Carlo Azeglio Ciampi, la propunerea Ministrului Afacerilor Externe, Gianfranco Fini.
- Ordinul Național Steaua României, în grad de Cavaler, conferit în septembrie 2006 de Președintele României, Traian Băsescu, "în semn de înaltă apreciere pentru contribuția deosebită în domeniul istoriei religiilor și pentru promovarea operei lui Mircea Eliade"
- Diploma de onoare a Centenarului Revistei “Viața Românească” (1906-2006), acordată în 2006 pentru “efortul intelectual dedicat lărgirii orizontului universal al culturii române”; președinte juriu: Caius Traian Dragomir, redactorul șef al revistei
- Diplomă de onoare și medalie jubiliară cu ocazia Centenarului Muzeului Țăranului Român (1906-2006), acordată în 2006 de directorul MȚR, Vintilă Mihăilescu.
- Premiul “Societății Timișoara” pe anul 2008, “pentru contribuția prin intermediul cuvântului scris la dezvoltarea spiritului civic, la promovarea principiilor democrației și ale statului de drept în România”
- Diploma de Membru de onoare al Asociației 21 Decembre 1989 din Bucuresti, acordată de Teodor Mărieș la 13 iunie 2010, “pentru sufletul deschis cu care a sprijinit idealurile Revoluției din Decembrie 1989”
- Premiul Special al Uniunii Scriitorilor din România pentru volumul Narcotice în cultura română. Istorie, religie și literatură (Polirom, 2010); înmânat la 8 iunie 2011 de președintele Uniunii Scriitorilor, Nicolae Manolescu.
- Premiul "Alexandru D. Xenopol" al Academiei Române pentru volumul Inventing the Jew: Antisemitic Stereotypes in Romanian and Other Central-East European Cultures, University of Nebraska Press, 2009; înmânat la 15 decembrie 2011 de Președintele Academiei Române, acad. Ionel Haiduc.
- Medalia jubiliară "20 de ani de la înființarea Memorialului Victimelor Comunismului și al Rezitenței, Sighet, 1993-2013", acordată la 16 iulie 2013 de Președinta Fundației Academia Civică, Ana Blandiana.
- Diploma de membru de onoare al Facultății de Litere, Universitatea București, cu ocazia a 150 de ani de la înființarea Școlii Superioare de Litere; acordată la 4 noiembrie 2013 de către Decan, conf. dr. Oana Chelaru-Murăruș.
- Certificat de excelență al Federației Comunităților Evreiești din România, pentru întreaga operă și pentru cartea "Imaginea evreului în cultura română", tradusă în limbile engleză, franceză, germană, maghiară, italiană și premiată în România, Italia, Belgia și Israel. Certificat de excelență acordat la 10 noiembrie 2013 de către Președinte FCER, dr. Aurel Vainer.
- Premiul acordat de Organizația B'nai B'rith Europe (Bruxelles) "unui intelectual care a contribuit la schimbarea imaginii evreului în societate"; Bruxelles, 5 iulie 2015;
- Premiul "Scriitorii anului 2016", acordat de Uniunea Scriitorilor din România , pentru vol. "Sexualitate și societate. Istorie, religie și literatură", Ed. Polirom, Iași, 2016; înmânat de Mihai Zamfir, Președintele juriului;
- Premiul "ActiveWatch" pe anul 2019. “Se acordă titlul «Cărturar bun de pus pe rănile istoriei» d-lui Andrei Oișteanu pentru întreaga activitate de demistificare a istoriilor și isteriilor românești”, București, 13 iunie 2019, înmânat de Mircea Toma, președintele ONG-ului;
- Premiul Special al Uniunii Scriitorilor din Romania pe anul 2021 pentru vol. "Moravuri si năravuri. Eseuri de istorie a mentalitaților" (Polirom, 2021);
- Premiul "Scriitorii anului 2021" pentru vol. "Moravuri si naravuri. Eseuri de istorie a mentalitatilor" (Polirom, 2021);
- Pe 7 aprilie 2024, a fost declarat Membru de Onoare al Comunității Evreilor din București "pentru întreaga sa activitate didactică și editorială, pentru studiile erudite privind istoria și identitatea culturală a comunităților evreiești din România și Europa, precum și pentru lupta sa neobosită împotriva tuturor formelor de discriminare și antisemitism"

### Nominalizări la premii
- Premiul Uniunii Scriitorilor din România pentru volumul Imaginea evreului în cultura română (Humanitas, 2001)
- Premiul Asociația Editorilor din România pentru volumul Imaginea evreului în cultura română (Humanitas, 2001)
- Premiul Uniunii Scriitorilor din România pentru volumul Ordine și Haos. Mit și magie în cultura tradițională românească (Polirom, 2004)
- Premiul Național pentru Arte, acordat de Guvernul României, pentru volumul Religie, politică și mit. Texte despre M. Eliade și I.P. Culianu (Polirom, 2007)
- Premiul "Cartea Anului 2010", acordat de "România Literară" și "Fundația Anonimul", pentru volumul Narcotice în cultura română. Istorie, religie și literatură (Polirom, 2010). Președintele juriului: Nicolae Manolescu.
- Premiul Grupului "CriticAtac" pentru volumul Narcotice în cultura română. Istorie, religie și literatură (Polirom, 2010).
- Premiul revistei "Observator cultural" pentru volumul Narcotice în cultura română. Istorie, religie și literatură (Polirom, 2010).
- Premiul PEN România 2015 pentru volumul Religie, politică și mit. Texte despre Mircea Eliade și I.P. Culianu (Polirom, 2014);
- Premiul Special al Uniunii Scriitorilor din România pentru volumul Sexualitate și societate. Istorie, religie și literatură (Polirom, 2016)
- Premiul revistei "Observator cultural" pentru volumul Sexualitate si societate. Istorie, religie și literatură (Polirom, 2016).
- Premiul PEN Romania 2017, pentru volumul Sexualitate si societate. Istorie, religie și literatură (Polirom, 2016);
- Premiul “Cartea Anului 2021”, acordat de “România Literară”, pentru volumul Moravuri și năravuri. Eseuri de istorie a mentalităților (Polirom, 2021). Președintele juriului: Nicolae Manolescu.
- Premiul revistei "Observator cultural" pentru volumul Moravuri și năravuri. Eseuri de istorie a mentalităților (Polirom, 2021).